# Ochthocharis
Ochthocharis là chi thực vật có hoa trong họ Mua.